# 細胞分化
細胞分化（さいぼうぶんか、英: cellular differentiation）とは、発生生物学では、特殊化していない細胞がより特殊化したタイプの細胞に変化するプロセスのことをいう。

## 概要
単純な接合体から組織や細胞の種類の複雑なシステムへの生物の変化に応じて多細胞生物の成長中に何度も分化が進行する。成体細胞における分化も同様に一般的なプロセスであり、組織の修復時、正常な細胞分裂時に成体幹細胞は分割し、完全に分化した娘細胞を生成する。分化は、劇的に細胞の大きさ、形状、膜電位、代謝活性およびシグナル伝達を変化させる。これらの変化は、主に遺伝子発現の高い制御の変化によるものである。いくつかの例外を除いて、細胞の分化はDNA配列自体に変更をほとんど伴わない。したがって、別の細胞は同じゲノムを有するにもかかわらず、非常に異なる物理的特性を持つことができる。
すべての大人の組織に分化できる能力を多能性と言い、動物の胚性幹細胞や植物の分裂組織の細胞がこの能力を保持している。一方、胎盤を含めすべての細胞に分化できる全能性を持った細胞は哺乳類では受精卵かそれに続く割球由来の細胞のみである。細胞病理学では細胞分化を悪性腫瘍の進行度の計測に利用している。悪性度分類（英: grade）は癌細胞がどの程度分化しているかの指標である。

## 哺乳類細胞
哺乳類の体を構成している細胞の基本的な3つのカテゴリは、生殖細胞、体細胞と幹細胞である。成人の約100兆個の細胞の各々が自身のコピーかまたは完全に分化状態となり核を持たない赤血球などの特定の細胞の種類を除き、ゲノムのコピーを持っている。ほとんどの細胞は二組の染色体を有している二倍体である。体細胞と呼ばれるこのような細胞は、人体の皮膚や筋肉細胞などの大部分を占めている。細胞はさまざまな機能に特化して分化している。
生殖系の細胞は、卵子や精子である配偶子を生成する任意の細胞で世代を介して連続している。幹細胞は、その一方で、無期限に分割し、分化した細胞を生じさせる能力がある。これらの細胞は、通常のヒトの発達の過程において最も多く説明されている。
精子を受精した受精卵は受精後最初の数時間で分裂をはじめる。この受精直後に分割した同一の細胞群は、その後の一体の生物の形成に至る能力を持つという意味で全能性を有する。ヒトでは、受精後約四日、数サイクルの細胞分裂後に、これらの細胞は、胚盤胞と呼ばれる細胞の中空球を形成し、分化を開始する。胚盤胞は、外側の細胞の層を有し、この中空球の内側に内部細胞塊と呼ばれる細胞群がある。この内部細胞塊の細胞がさらに分化してヒトの個体のほぼ全てを形成するが、内部細胞塊だけを取り出しても個体のヒトの形成には至らない。このことは内部細胞塊は受精卵から分化したことにより全能性が失われたと解釈されるが、内部細胞塊はヒトの個体を構成する細胞への分化能は有している。この内部細胞塊が有する性質を分化多能性  (pluripotency)と呼ぶ。
多能性幹細胞は、機能細胞を生じさせる分化を生じる多能性前駆細胞となる。幹細胞や前駆細胞の例として以下が含まれる。
- 赤血球、白血球、血小板を生じさせる骨髄由来の造血幹細胞（成人幹細胞）
- 間質細胞、脂肪細胞、各種骨細胞を生じさせる骨髄由来の骨髄間質細胞（成人幹細胞）
- 様々な種類の皮膚細胞を生じさせる上皮幹細胞（前駆細胞）
- 筋肉組織の分化に貢献する筋衛星細胞（前駆細胞）